# Mr. Sirius
Mr. Sirius es un trío japonés de rock progresivo, liderado por el multinstrumentista y compositor Kazuhiro Miyatake, cuya música tiene influencias del jazz rock, la Escena de Canterbury y el rock progresivo italiano, así como de Gabriel Fauré. Comenzó su andadura como Sirius. Uno de sus integrantes, la cantante Hiroko Nagai (Lisa Ohki), es también miembro del grupo Pageant. Mr. Sirius es considerado junto con otros grupos del rock progresivo japonés un grupo de culto.
El grupo publicó su primer disco, el EP Eternal Jealousy, en 1986. Le siguieron Barren Dream (1986), Dirge (1990) e Incredible Tour (1994; recoge grabaciones en directo del período 1989-1991). En 1990 vio la luz Crystal Voyage, recopilación de las grabaciones realizadas por el grupo antes de su primer disco, cuando aún se llamaba Sirius.

## Miembros
- Kazuhiro Miyatake: guitarra, bajo, teclados, acordeón, flauta.
- Hiroko Nagai: voz.
- Chihiro Fujioka: batería.

## Discografía
- Eternal Jealousy (1986)
- Barren Dream (1987)
- Dirge (1990)
- Cristal Voyage (1990)
- Incredible Tour (1994)

## Recepción
Para el crítico especializado Paul Stump, Mr. Sirius es una de las mejores bandas de rock progresivo del mundo, la mejor de los años 80-90, y sus trabajos Barren Dream y Dirge constituyen una realización casi perfecta de las aspiraciones del rock progresivo.